# 다이안 헐
다이안 헐(Dianne Hull, 1949년 11월 24일 ~ )은 미국의 배우, 영화배우이다.

## 영화
- 말괄량이 삐삐 (1988년)
- 헤이와이어 (1980년)
- 유 베터 왓치 아웃 (1980년)
- 5층 (1978년)
- 알로하, 바비와 로즈 (1974년)
- 닥터 게논 (1969년)
- 열망 (1969년)